# Nättraby distrikt
Nättraby distrikt är ett distrikt i Karlskrona kommun och Blekinge län. 
Distriktet ligger väster om Karlskrona. 

## Tidigare administrativ tillhörighet
Distriktet inrättades 2016 och utgörs av socknen Nättraby i Karlskrona kommun.
Området motsvarar den omfattning Nättraby församling hade vid årsskiftet 1999/2000.